# نازغون العليا (كوهمرة خامي)
نازغون العلیا (بالفارسية: نازگون علیا) هي قرية تقع في إيران في قسم كوهمرة خامي الريفي. يقدر عدد سكانها بـ 52 نسمة بحسب إحصاء 2016.